# Marek (évêque)
Pour les articles homonymes, voir Marek.
 (août 2009).
Si vous disposez d'ouvrages ou d'articles de référence ou si vous connaissez des sites web de qualité traitant du thème abordé ici, merci de compléter l'article en donnant les références utiles à sa vérifiabilité et en les liant à la section « Notes et références ».
Marek (en français Marc) est le premier évêque de Płock de 1075 à 1088. 
Profitant de la Querelle des Investitures qui oppose Henri IV du Saint-Empire au pape, Boleslas II le Généreux soutient Grégoire VII et obtient la création d’un évêché à Płock. Marek en devient le premier évêque. 
Pour une raison inconnue, Ladislas Ier Herman, le successeur de Boleslas, démet Marek de ses fonctions et le chasse de Pologne. 